# 山內泰延
山內泰延（日语：／ Yamauchi Yasunobu），日本漫畫家。

## 概要
他在史克威爾艾尼克斯漫畫獎上獲得鼓勵獎和審査員特別獎，正式出道。根據其獲獎作品改編的動畫《男子高中生的日常》於2012年1月開播，並被文化廳主辦的第16屆日本新媒體動漫藝術節審査委員會推薦。

## 作品列表
- 男子高中生的日常（《GANGAN ONLINE》，史克威爾艾尼克斯，全7冊）
- 十罪（日语：罪×10）（《GANGAN ONLINE》，史克威爾艾尼克斯，全4冊）
- 白雷的騎士（《GANGAN ONLINE》，史克威爾艾尼克斯，已出版4冊）

## 其它
- 我不受歡迎，怎麼想都是你們的錯！（電視動畫第1話片尾插圖）